# Smelser Automobile Company
Smelser Automobile Company war ein US-amerikanischer Hersteller von Automobilen.

## Unternehmensgeschichte
Luther W. Smelser wohnte in Akron in Ohio. Dort stellte er 1904 einige Automobile her. Der Markenname lautete Smelser.

## Fahrzeuge
Smelser fertigte Fahrzeuge nach Kundenaufträgen. Nur zu einem Wagen liegen Daten vor.
Das Fahrzeug hatte einen Motor mit 30 PS Leistung. Der Aufbau war ein offener Tourenwagen. Käufer war C. C. Goodrich, der damals bei der B. F. Goodrich Company in der gleichen Stadt tätig war.